# Pitipo (distrito)
Pitipo é um distrito do Peru, departamento de Lambayeque, localizada na província de Ferreñafe.

## Transporte
O distrito de Pitipo é servido pela seguinte rodovia:
- LA-111, que liga a cidade ao distrito de Chiclayo
- LA-103, que liga a cidade de Cañaris ao distrito de Pacora [1][2][3]